# 杵埼型給糧船
杵埼型給糧艦（きねさきがたきゅうりょうかん）是日本帝国海军的補給艦，日本語漢字稱為「運送艦」或「特務艦」，服役于第二次世界大战與戰後。於丸四計畫、丸臨計畫（編號261-263）、改丸五計畫（編號5401-5407）中，預計共建造十一艘，然而最終只有四艘船完成。

## 建造
依據丸四計畫（第四次海軍軍備充実計画），日本海軍为南進政策的戰備需求，计划建造两艘粮食供应船。 一种是600吨的野埼（Nosaki）型（最初命名为供應船4007號），另一种是1000吨級的杵埼（Kinesaki ）型（最初命名为供應船4006號）。後來海軍決定採用杵埼型，訂購了早埼（Hayasaki）、白埼（Shirasaki）、荒埼（Arasaki）。海军打算在1942年之前再订购數艘同型船，但是後來日本戰局惡化，因此放弃了这些计划。

## 運用
與具備多種食物運輸與製作功能的間宮號、伊良湖號給糧船不同，本型船專用於運輸冷凍食品與易腐敗食品，艦內有總容量477立方公尺的冷凍庫。此外有兩個冷凍庫開口與四部1噸級的起重機以供快速補給之用。於戰爭進行中還加裝了25毫米機槍。
杵埼運用於中央太平洋地区 ，早埼運用在西南地区 ，白埼運用在东北地区 ，荒埼則是在东南亚地区 。本級艦負責運輸作業，其中杵埼在1945年三月被擊沉，其餘三艘則度過了戰爭而倖存。

## 同型船
| Ship #                             | 船名                                                                                 | 建造廠             | 安放龍骨       | 下水          | 完工          | 命運 |
|                                    | （Kinesaki） (舊名：南進) (原名：公称第4006号雜役船）                                | 大阪铁工厂樱岛工場 | 1940年3月8日   | 1940年6月27日 | 1940年9月30日 | 1940年10月25日改名為南進（Nanshin），1942年4月1日改名為杵埼（Kinesaki）艦種改為特務艦（運送艦）。1945年3月1日在奄美大島被空襲擊沉。                                      |
| 261                                | 早埼（Hayasaki）                                                                     | 大阪铁工厂樱岛工場 | 1941年12月2日  | 1942年5月21日 | 1942年8月31日 | 1944年以後在印尼泗水新加坡服役，1945年10月5日退役改成復員運輸艦，1947年10月3日被以賠償艦形式在納霍德卡交給蘇聯。                                                         |
| 262                                | 白埼（Shirasaki）                                                                    | 大阪铁工厂樱岛工場 | 1942年5月18日  | 1942年11月5日 | 1943年1月30日 | 1945年10月5日退役改成復員運輸艦，1947年10月3日以賠償艦形式在青島向中華民國海軍移交，更名為武陵（舷號:AKL-311），於1970年5月1日退役。                                     |
| 263                                | 荒埼（Arasaki）                                                                      | 日立造船樱岛工場   | 1942年11月10日 | 1943年2月27日 | 1943年5月29日 | 1945年10月5日退役改成復員運輸艦，1947年10月3日以賠償艦形式在青島向美國移交，同日又賣回給日本，1948年4月轉讓予農林省改名為海鷹丸（Umitaka Maru），於1967年4月賣給菲律賓。 |
| 5401 5402 5403 5404 5405 5406 5407 | Kiyosaki（） Ōsaki（） Hesaki（） Kashizaki（） Kuresaki（） Misaki（） Fujisaki（） |                    |                |               |               | 1944年5月取消。 |

## 相片

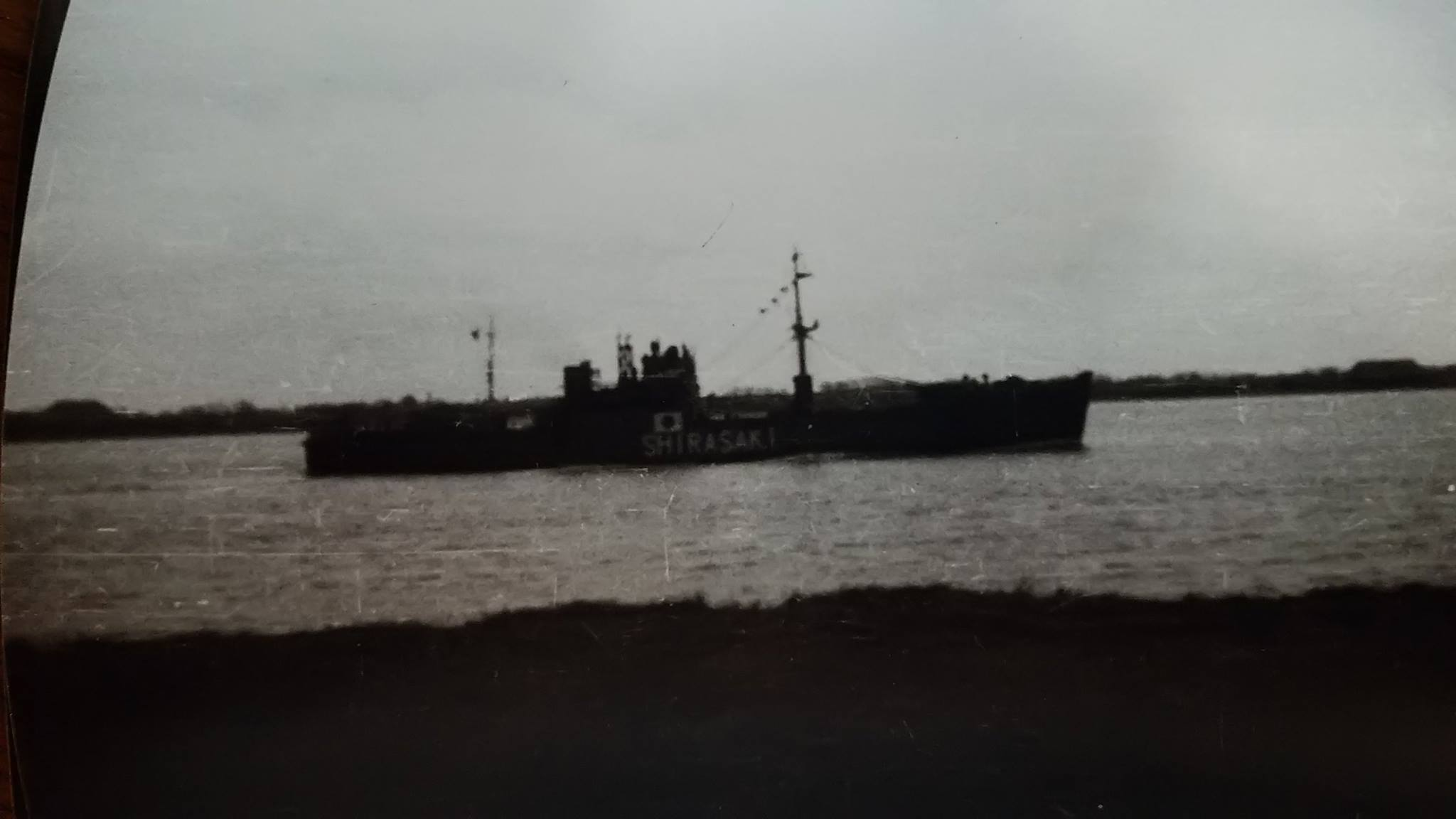
白埼（拍攝時地不明）